# Attié (peuple)
Pour les articles homonymes, voir Attié.
 (juillet 2022).
 (janvier 2015).
Le peuple Attié (Atyé, Akyé, Akié) est une population de Côte d'Ivoire vivant au sud-est du pays, au nord de la ville d'Abidjan, notamment à partir de la commune d'Anyama, dans la région des Lagunes. Il appartient au groupe Akan. Les Attiés parlent une langue kwa du même nom, l'attié, également parlée aussi au Ghana, au Togo et au Bénin.

## Histoire
Le peuple Attié aurait fait partie d'une des branches armées des Ashantis qu'on surnomma les porcs-épics[source insuffisante],,. Selon la tradition orale des Akyé, leurs ancêtres seraient originaires du Ghana. Mécontents du successeur Opokou Ware, les Akyé se disputèrent avec les Ashanti pour la possession du sabre royal.
Les Attiés récupérèrent la lame et les Ashanti prirent le manche. Les Ashanti finirent par poursuivre les Attiés. Dans cette course, ils arrivèrent près du fleuve Comoé en crue où se trouvaient également les Baoulé et les Agni. Le devin du groupe annonça que le génie des eaux voulaient qu'ils sacrifient une nouvelle-née en échange de son aide.
Finalement la reine Abla Pokou se porta volontaire pour sacrifier le sien, le fleuve se retira pour laisse passer les Baoulé, les Agni ainsi que les Attié puis revint aussitôt pour empêcher les Ashanti de passer. Les Attiés se séparèrent ensuite du groupe pour s'établir à l'ouest et au sud du Comoé, fondant leur premier village,Bouapé
Les Akyé et les Baoulés vivent ensemble comme une même famille au Ghana, les Akye formaient un seul peuple avec les Ashanti d'après Dian Boni. De ce fait, ils partageaient la même vie aussi bien sur le plan social que sur le plan culturel et politique. Ils étaient de ce contexte Akyé Cho Vé alors que les Ashanti étaient San vé. Autrement dit, ils étaient cousins des Ashanti mais du côté féminin. Ils avaient pour oncle maternelle le père des Ashanti tout comme les Baoulé[pas clair],[réf. nécessaire].

## Population
Le peuple Attié est présent dans les départements d'Akoupé, Adzopé, Alépé et Yakassé-Attobrou ainsi que dans les sous-préfectures d'Agou, Assikoi, Bécédi-Brignan, Yakasse-mé, Bieby puis autour d'Abidjan dans la sous-préfecture d'Anyama.
Le pays Attié est divisé en plusieurs cantons, dont Ketin, N’gadié (ou N’kadzun), Attobrou, Attié Lepin, Andokoi, Annapun et Tchoya.
En pays Akyé, on parle de trois grands groupes qui sont les Nindins, les Kétins et les Bodins. Les Nindins sont plus concentrés dans la région d´Anyama et Alépé, c'est-à-dire aux alentours d'Abidjan, tandis que les Bodins sont du côté d´Adzopé, Yakassé - Attobrou, kodioussou le village de (Judicael Adon) et les Kétins sont du côté de Akoupé.
Ce peuple fait partie du groupe Akan et compte au moins 350 000 personnes.

## Culture
La culture attié est caractérisée par une organisation en trois classes d'âges ou générations, un système spécifique à ce peuple. Les hommes sont répartis en trois générations :
- La génération Gnando;
- La génération Djigbô;
- La génération M'brechoué[2].

La fête des générations marque le passage de responsabilités de la classe d'âge dirigeante à la suivante, symbolisant la transition de l'adolescence à l'âge adulte.

Le peuple Attié est également connu pour sa richesse culturelle, notamment dans le domaine musical. Des artistes et groupes tels qu'Abenan Louis et Le Super Disco d'Anyama-Adjamé dans les années 1980, ainsi qu'Anoman Brou Felix dans les années 1960, ont acquis une renommée en Côte d'Ivoire et en Afrique.

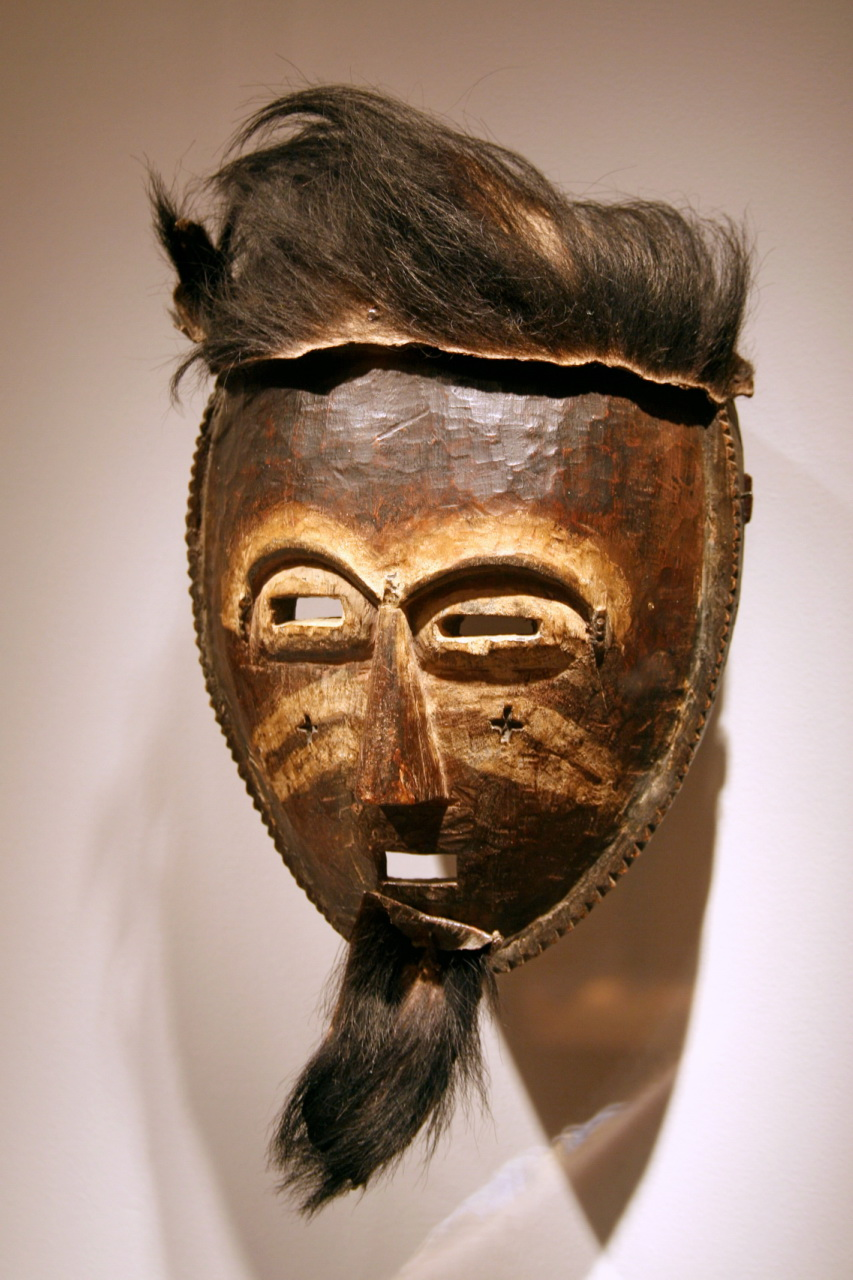
Masque
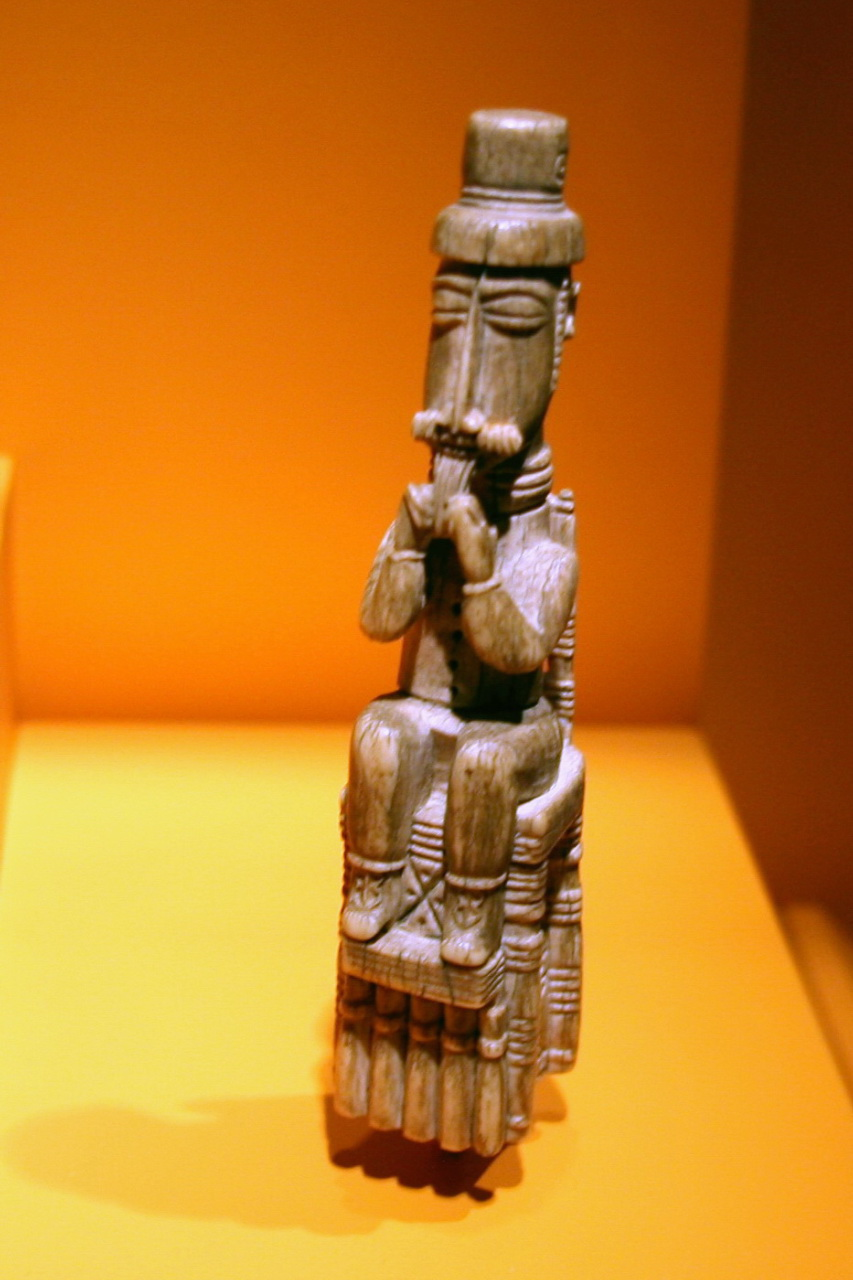
Symbole d'autorité en ivoire
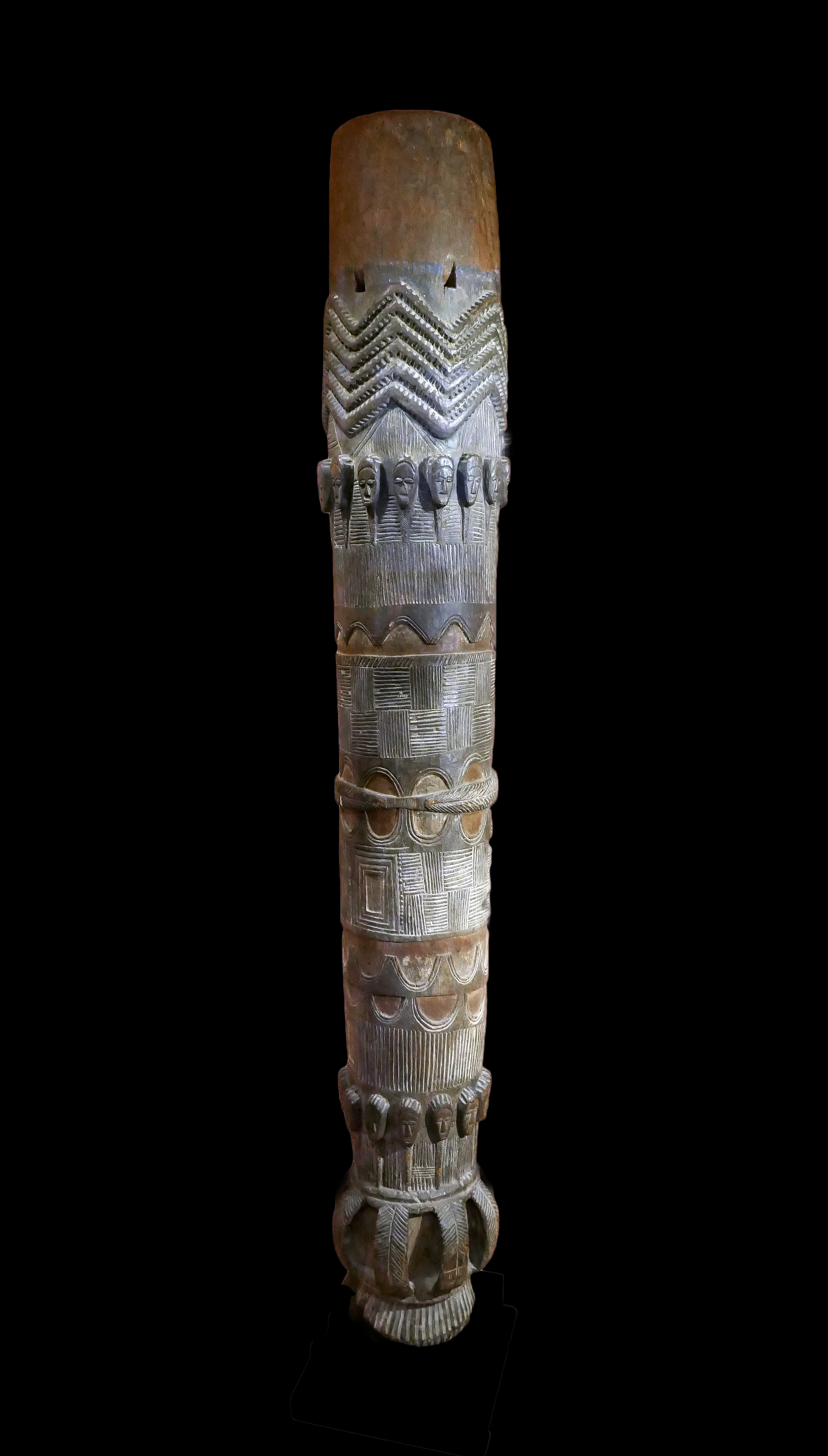
Grand tambour.

## Patronyme les plus connus
Les patronymes Attié les plus portés sont les suivants : Andoh, Koman, Kotty, Anouman, Ake, Gbocho, Seka, Yapo, Yapi, Atse, N'cho, Asseu, Achi, Assoi,Abe, Beda, Kossou, Assoh, Ekié, Assi, Ayekoe.

## Nom de quelques villes et villages attiés
Source : Société traditionnelle et économie monétaire en pays Akyé de 1875 à 1946
- Ande
- Akeikoi
- Asseudji
- Adzopé
- Attiékoi
- Biasso
- Afféry
- Ahoué
- Assikoun
- Boudépé
- Bécédi-Anon
- Bécédi-Brignan
- Bécouéfin Sous Préfecture
- Maffa-Maffou
- Moapé
- Bouapé
- Brofodoumé
- Agou
- Diapé
- Yakassé-Mé
- Bassadzin
- Bébakoi
- Petit Alépé  (Koumouji)
- Grand Alépé  (Agbin)
- Atchékoi
- Abié
- N'guessankoi
- Grand-Akoudzin
- N'koupé
- Bacon
- Ahéoua
- Agbaou
- M'bohoin
- Biéby
- Ébimpé
- Montézo
- Memni
- Nyan
- Andokoi
- Danguira/Denguira
- Diasson
- Digbosson
- M'bonoua
- Kodioussou
- Danguia
- Kossandji
- Assikoi
- Ayalo
- Petit akouzin
- Anyama
- Anyama adjamé
- Ananguié
- Miadzin
- Min-mi
- Ahoutoué
- N'guessankoi
- Binkouéfin
- Bakon
- Bassazin
- Yakassé attoubrou
- N'Zodjhi
- Petit Akoupé
- Diapé
- Assangbadji
- Nianda

## Personnalités attiés
- Assahi Kouadio PaulAncien directeur de l’office nationale des sports ONS
- Atsain Achi Laurent, ancien ministre de la fonction publique sous Henri Konan Bedie
- Victor Yapobi, président COMICI
- Jacques Anouma, ex-DAF de la Présidence, président de la FIF
- Jean-Jacques Béchio, ancien ministre de la fonction publique sous Houphouet-Boigny
- Gilles Yapi-Yapo, footballeur
- Léon Emmanuel Monnet, ancien ministre des mines et de l'énergie sous Laurent Gbagbo
- Patrick Achi, homme politique, ancien premier ministre sous Alassane Ouattara
- Philippe Adou, homme politique
- Boni Béda, homme politique (député de 1995 à 2011)

### Artistes
- Marie-Louise Asseu (comédienne)
- Monique Seka
- Joelle Séka (Joelle C)
- ayiwo orchestra[8]
- Geneviève Yobou Bro Grébet ancienne ministre des Sports et Loisirs (octobre 2000 - 2010)